# (2151) Hadwiger
(2151) Hadwiger es un asteroide perteneciente al cinturón de asteroides, descubierto el 3 de noviembre de 1977 por Paul Wild desde el Observatorio de Berna-Zimmerwald, Suiza.

## Designación y nombre
Designado provisionalmente como 1977 VX. Fue nombrado Hadwiger en honor al matemático suizo Hugo Hadwiger.